# Corynoptera praefurcifera
Corynoptera praefurcifera är en tvåvingeart som beskrevs av Werner Mohrig 1992. Corynoptera praefurcifera ingår i släktet Corynoptera och familjen sorgmyggor.
Artens utbredningsområde är Spanien. Inga underarter finns listade i Catalogue of Life.